# Дженні Кемп
Дженні Кемп (англ. Jenny Kemp, 28 травня 1955) — американська плавчиня.
Олімпійська чемпіонка 1972 року.
Призерка Панамериканських ігор 1975 року.